# Byron Kennedy Award
Il Byron Kennedy Award viene assegnato dall'Australian Academy of Cinema and Television Arts alla persona "la cui carriera emergente si è contraddistinta per un eccezionale impegno creativo nell'industria cinematografico-televisiva e che meglio rappresenta le qualità di Byron Kennedy, tra cui lo spirito di innovazione, la visionarietà e l'incessante ricerca dell'eccellenza". Il premio è chiamato così in onore del produttore cinematografico e televisivo australiano Byron Kennedy, deceduto nel 1983.
Assegnato dal 1984, il premio è stato consegnato dall'Australian Film Institute fino al 2010.
Nonostante le candidature siano proposte dal pubblico, l'AACTA può proporre ulteriori candidati. La vincita del premio comporta anche un premio in denaro di 10.000 dollari australiani.

## Albo d'oro

### Anni 1980
- 1984: Roger Savage
- 1985: Andrew Pike
- 1986: Nadia Tass e David Parker
- 1987: Martha Ansara
- 1988: George Ogilvie
- 1989: Jane Campion

### Anni 1990
- 1990: Dennis O'Rourke
- 1991: John Duigan
- 1992: Robin Anderson e Bob Connolly
- 1993
  - Matt Butler
  - Evonne Chesson
  - Gary Warner
  - Adrián Martín
- 1994: John Hargreaves
- 1995: Jill Bilcock
- 1996: Laura Jones
- 1997: John Polson
- 1998
  - Alison Barrett
  - Arthur Cambridge
- 1999: Baz Luhrmann e Catherine Martin

### Anni 2000
- 2000: Popcorn Taxi e Inside Film Magazine
- 2001: Ian David
- 2002: Rachel Perkins
- 2003: Dion Beebe
- 2004: John Clarke
- 2005: Chris Kennedy
- 2006: Rolf de Heer
- 2007: Curtis Levy
- 2008: Chris Lilley
- 2009: Ray Brown

### Anni 2010
- 2010: Animal Logic
- 2012: Ivan Sen
- 2013: Sarah Watt
- 2014:  L'Australian Cinematographers Society
- 2015/I: Amiel Courtin-Wilson
- 2015/II: Adam Arkapaw
- 2016: Lynette Wallworth
- 2017: Martin Butler e Bentley Dean
- 2018: Ian Darling AO
- 2019: P.J. Voeten

### Anni 2020
- 2020: The Babadook di Jennifer Kent
- 2024: Bruna Papandrea